# Siparunaceae
Siparunaceae je čeleď nižších dvouděložných rostlin z řádu vavřínotvaré (Laurales). Jsou to stálezelené dřeviny se vstřícnými či přeslenitými jednoduchými listy a neobvyklými plody. Čeleď zahrnuje asi 60 druhů ve 2 rodech a je rozšířená v tropické Americe a Africe.

## Popis
Zástupci čeledi Siparunaceae jsou stálezelené, jednodomé nebo dvoudomé keře a stromy s jednoduchými vstřícnými nebo přeslenitými listy bez palistů. Listy jsou celokrajné nebo zoubkaté. Květy jsou jednopohlavné, převážně v úžlabních květenstvích. Okvětí je v počtu 4-6, více nebo méně srostlé, v 1-2 kruzích. Tyčinky jsou volné, v počtu 1 až mnoho. Gyneceum je složené ze 3 až 30 plodolistů, apokarpní nebo synkarpní. V každém plodolistu je jediné vajíčko. Plodem jsou jednosemenné peckovičky uzavřené ve zdužnatělém receptákulu.

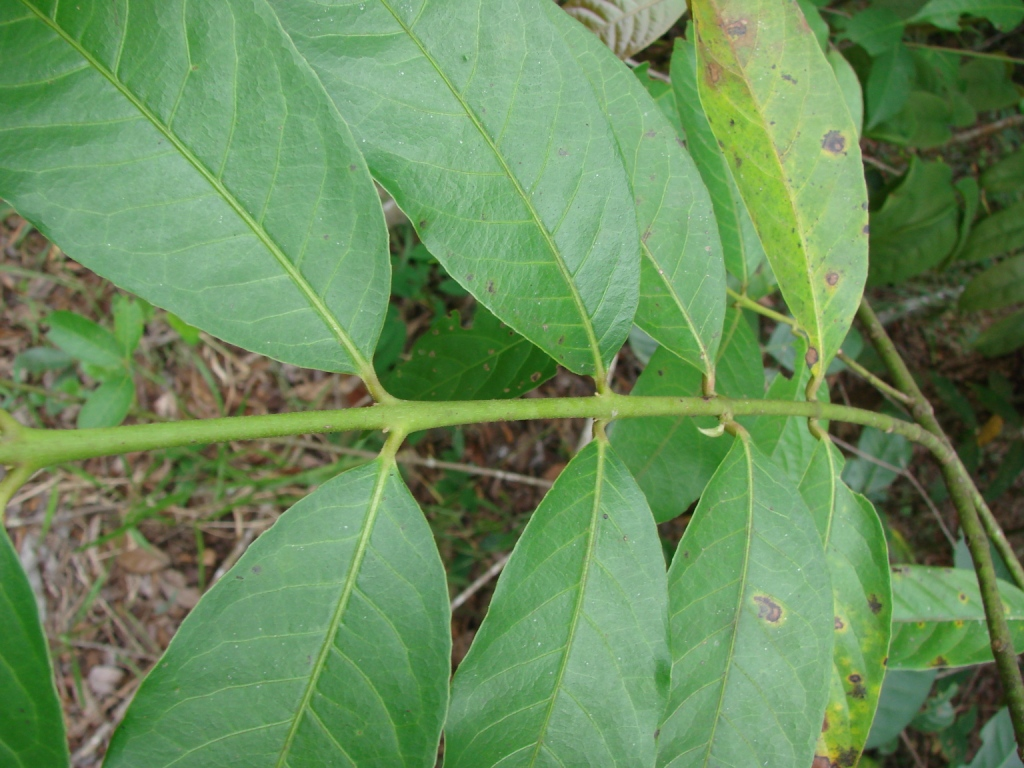
Větévka Siparuna guianensis
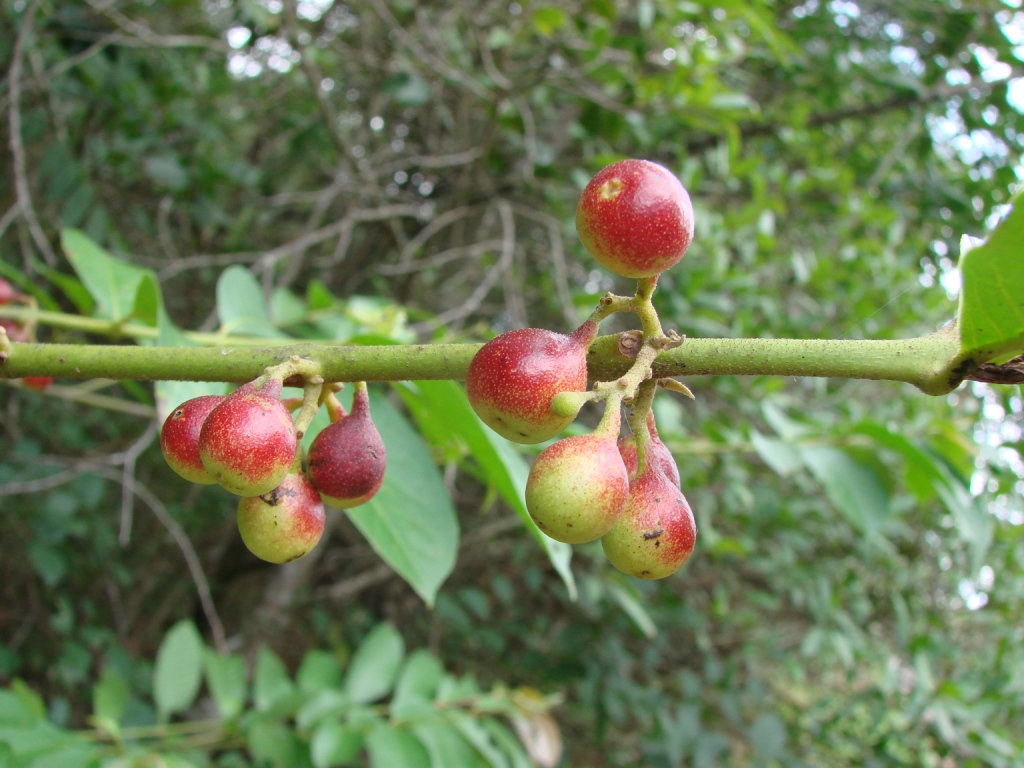
Plody Siparuna guianensis

## Rozšíření
Rod Siparuna zahrnuje asi 60 druhů a je rozšířen v tropické Střední a Jižní Americe od Mexika po Bolívii a Paraguay. Největší diverzity dosahuje ve vlhkých lesích středních poloh And v Peru, Kolumbii a Ekvádoru. Několik druhů roste v poříčních galeriových lesích v oblastech savan. Rod Glossocalyx je monotypický, zahrnuje jediný druh, Glossocalyx longicuspis, který se vyskytuje v tropické západní Africe.

## Ekologické interakce
Květy Siparuna jsou opylovány bejlomorkovití|bejlomorkami, kladoucími vajíčka do dužnatých květů. Larvy se posléze v květech vyvíjejí. Peckovičky jsou opatřeny míškem a po puknutí dužnatého květního lůžka, v němž jsou uzavřeny, jsou vyhledávány ptáky. Někteří ptáci se na tuto potravu specializují, např. tyrančík okrovobřichý (Mionectes oleagineus) z čeledi tyranovití. Z dalších ptáků je konzumuje květomil modrý (Cyanerpes cyaneus), biskoupek tmavomodrý (Cyanocompsa cyanoides) a pipulka červenohlavá (Pipra mentalis), Masivní květní lůžka některých druhů jsou konzumována opicemi a netopýry.

## Taxonomie
Čeleď Siparunaceae byla v minulosti součástí čeledi Monimiaceae. Podle výsledků molekulárních studií jsou nejblíže příbuznými větvemi čeledi Gomortegaceae a Atherospermataceae.
Bývalý rod Bracteanthus, vyskytující se v tropické Americe, byl vřazen do rodu Siparuna.

## Význam
Extrakt z listů i plodů rostlin rodu Siparuna je používán domorodci jako léčivo na celou řadu neduhů. V Jižní Americe je používán druh Siparuna guianensis na léčení malárie a jiných horečnatých onemocnění. Antimalarické účinky byly prokázány farmakologickými výzkumy.

## Přehled rodů
Glossocalyx, Siparuna